# Bandera de tuna

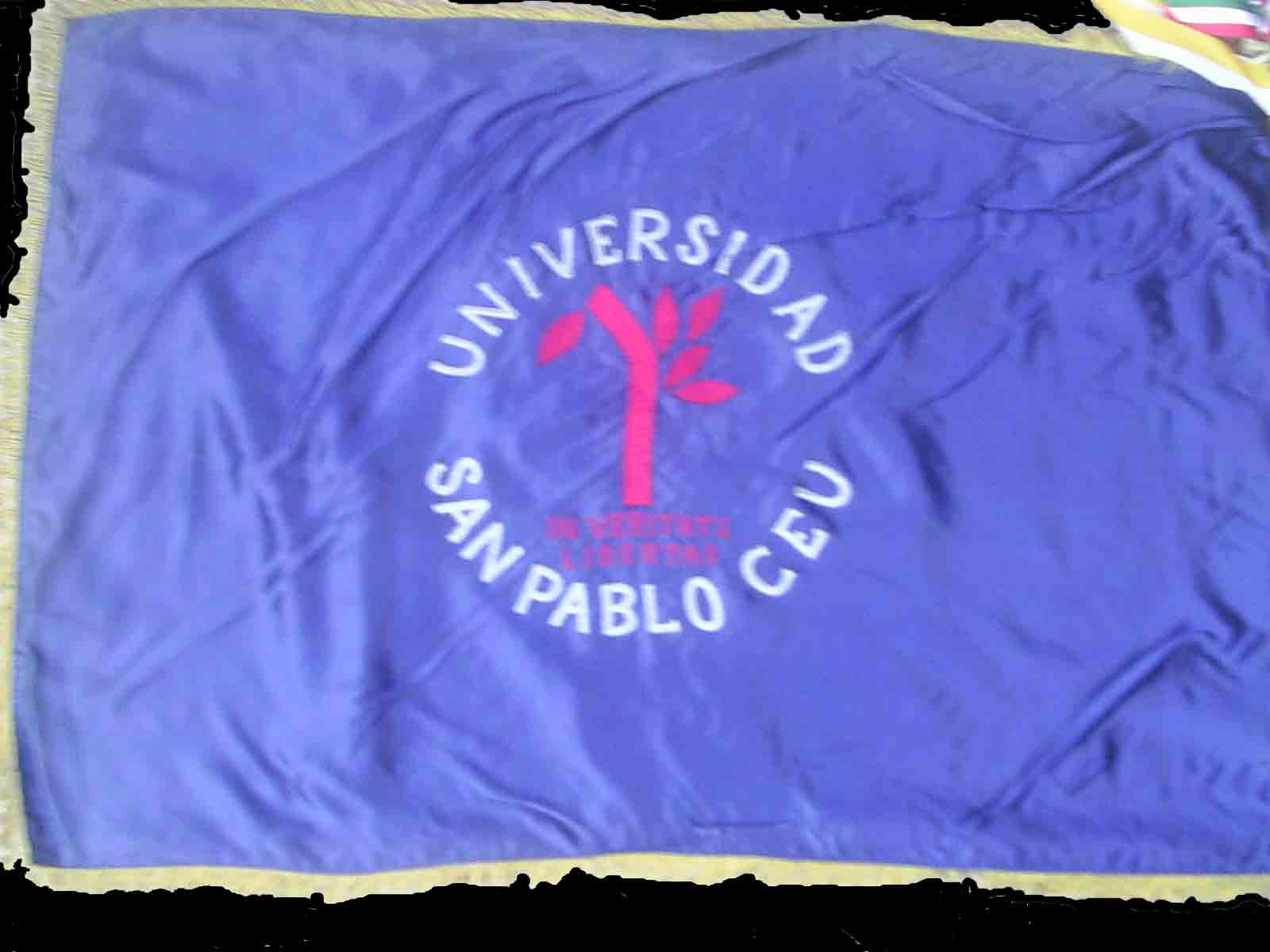
Cara A de la bandera de la Tuna San Pablo CEU de Madrid.

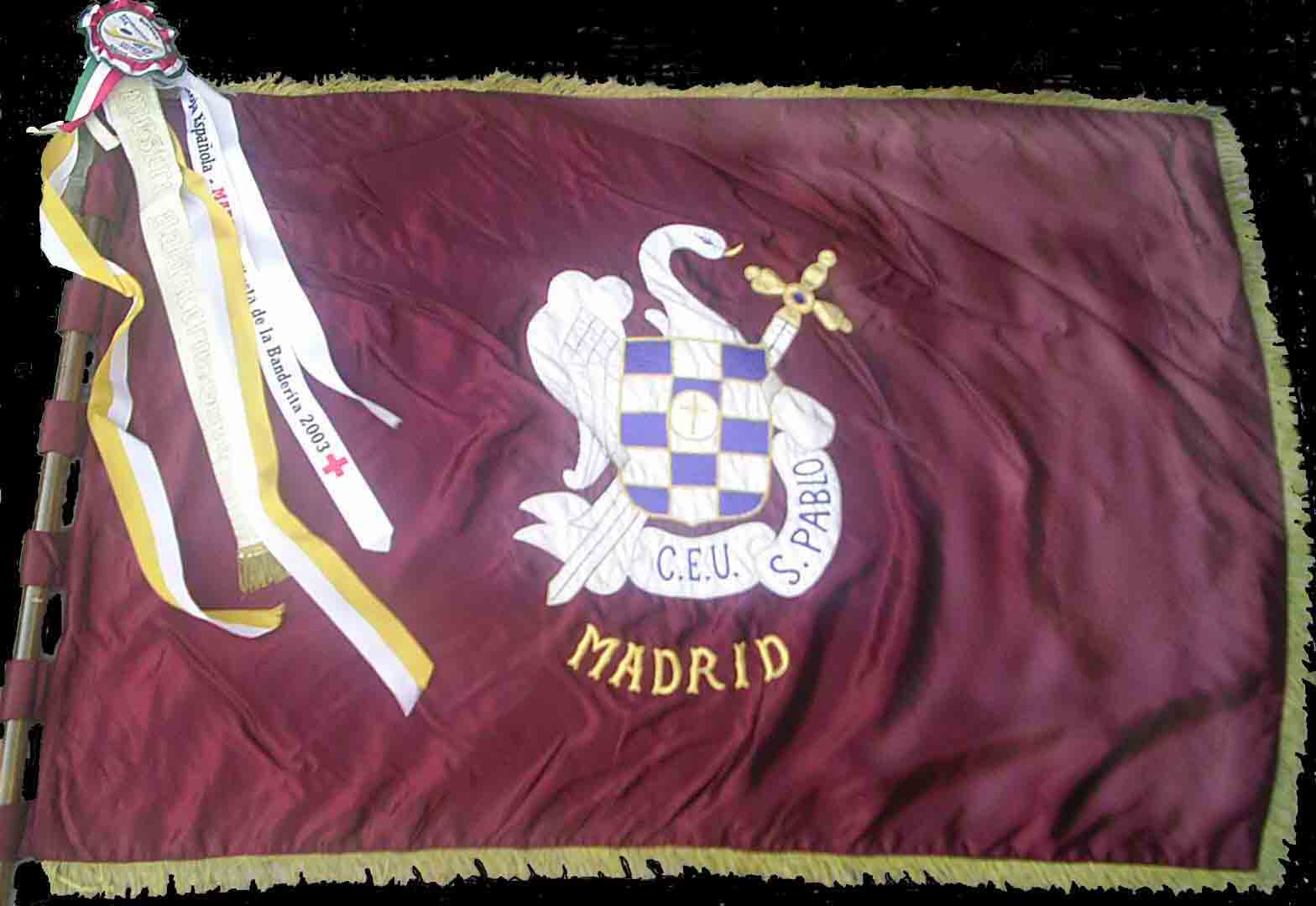
Cara B o revés de la bandera de la Tuna San Pablo CEU de Madrid.

Una bandera de tuna es su estandarte e insignia de una agrupación musical típica de las universidades conocidas como tunas.
La Bandera de Tuna es la enseña que identifica colectivamente a la agrupación frente a otras. Es una costumbre heredada del Medioevo y el respeto y amor profesado a su estandarte o insignia es representativo del respeto y amor que se tiene a la propia agrupación. Por ello se la adorna con cintas que evidencian un honor recibido por la 
tuna dándole mayor vistosidad al elemento. También se baila en certámenes pudiendo acceder a premios de gran reconocimiento.
Lo ortodoxo es que no pueda o deba tocar el suelo, a menos que se trate de suelo santo, (donde haya enterrado alguna persona 
o algún recinto sagrado religioso cristiano). Aunque esta norma no se suele cumplir lógicamente con la rigidez como en el ejército o demás instituciones que poseen asimismo un estandarte, sí que es motivo de deducción de puntos en certámenes para la elección del premio al mejor bandera. 

## Bailes de bandera
Hay dos estilos de baile, uno más marcial en el cual lo determinante es la fuerza y destreza en el manejo de la bandera en los giros, vueltas y lanzamientos al aire, y otro más artístico en el cual el concepto es utilizar a la bandera más como un elemento de armonía y tirando más a danza. Este estilo fue introducido en Madrid por el tuno "Mis Niños" de la Tuna de Arquitectura Superior y gran bailarín de reconocido prestigio. 
También el tipo de bandera determina el estilo de baile y maniobras a realizar. Existen las banderas con palo largo de metal (los puristas rechazan el uso de madera para tales menesteres) de gran peso y que obligan al tuna bandera a un gran esfuerzo físico, y banderas de palo corto, muy al uso de las banderas italianas utilizados por los banderatori italianos.

## Características
La tradición tunantesca determina la bandera de tuna en su forma y colores: en su anverso el fondo deben tener del color de la beca que use la tuna y aparecer el escudo que este bordada en ella (en la Beca de tuna), y en la parte posterior el color y escudo usado por la universidad a la que pertenece.